# عثمان ديوب
عثمان ديوب (بالفرنسية: Ousmane Diop)‏ (9 ديسمبر 1975 بداكار في السنغال - ) هو لاعب كرة قدم سنغالي في مركز الدفاع، شارك في كأس الأمم الأفريقية 2000. وشارك مع منتخب السنغال لكرة القدم. أما مع النوادي، فقد لعب مع سكودا زانثي ونادي اتحاد دوانس ونادي دوبرودزا دوبريتش ونادي إيغاليو لكرة القدم وDakar UC ‏.

## وصلات خارجية
- عثمان ديوب على موقع قاعدة بيانات كرة القدم.إي يو (الإنجليزية)
- عثمان ديوب على موقع ناشيونال فوتبول تيمز (الإنجليزية)